# Christopher Wallace Jr.
Christopher Jordan "C.J." Wallace (né le 29 octobre 1996) est un acteur américain. Il est le fils du rappeur Christopher Wallace, aussi connu sous le nom The Notorious B.I.G., et de la chanteuse Faith Evans,.

## Carrière
En 2009, il joue le rôle de Christopher Wallace jeune dans le film Notorious BIG en hommage à son père.
Le 18 juillet 2017, il est annoncé que Christopher décroche le rôle principal d'Amir lors de la troisième saison de la série télévisée Scream.

## Filmographie
Film
- 2009 : Notorious BIG : Christopher Wallace jeune
- 2010 : Everything Must Go : Kenny
- 2016 : Kicks : Albert

Série télévisée
- 2019 : Scream: Resurrection - 4 épisodes : Amir (principal saison 3)